# Huawei P20
Huawei P20（華為 P20、ファーウェイ P20）は、ファーウェイが発表・発売したPシリーズのAndroidスマートフォン。グローバル版の製品番号はEML-L09で、国内版の製品番号はEML-L29。

## 概要
同社におけるフラグシップSIMフリースマートフォンであり、2017年に発売したHuawei P10の後継にあたる。ライカと共同開発したダブルレンズカメラやAI（NPU）を内蔵したKirin 970プロセッサー、ノッチを取り入れたフルビューディスプレイなど当時としては先進的な機能を搭載しているのが特徴的である。
2018年3月27日にフランス・パリで新製品発表会を開催し、上位モデルのP20 Proと共に発表された。発表翌日には中国で先行発売し、その後世界各国で販売開始した。日本では、ファーウェイジャパンが同年6月11日に発売する旨を発表し、同月15日にはファーウェイオンラインストアをはじめとした各サイトやMVMO各社および家電量販店などで発売された。

## デザイン
大きさは縦幅約149.1ミリ、横幅約70.8ミリ、厚さ約7.65ミリで、重さは約165グラムとなっている。約5.8インチのディスプレイを搭載しつつも、縦長画面かつ3辺のベゼルが細いことから従来の5-5.2インチディスプレイを有するスマホと同等の大きさである。角がとれた丸みのある形状のため持ち心地が良く、女性でも片手操作が可能なサイズに抑えられている。
カラーバリエーションは、全7色が用意されている。ブラック、ミッドナイトブルー、ピンクゴールド以外の色はグローバル版限定である。P20シリーズで新たに登場したトワイライト色は、ナノ真空光学コーティング技術を取り入れた、オーロラをモチーフとしたグラデーションとなっている。
| カラー | カラーネーム       | 備考             |
| ------ | ------------------ | ---------------- |
|        | ブラック           |                  |
|        | ミッドナイトブルー |                  |
|        | ピンクゴールド     |                  |
|        | モルフォオーロラ   | グローバル版のみ |
|        | パールホワイト     | グローバル版のみ |
|        | トワイライト       | グローバル版のみ |
|        | シャンパンゴールド | グローバル版のみ |

## 仕様

### ハードウェア

#### ディスプレイ
約5.8インチのIPS液晶ディスプレイを搭載している。指紋認証センサー付きボタンがある下部以外のベゼルが狭く、画面占有率が高いことから「フルビューディスプレイ」と称している。解像度はフルHD+（2244×1080px）で画素密度は428ppi、アスペクト比は18.7:9と縦長である。画面上端の中央には台形に切り抜かれたノッチ（切り欠き）を設けており、インカメラとセンサー、レシーバーが組み込まれている。ノッチは設定で目立たなくすることも可能である。ライバル機のiPhone Xと比べて最大輝度が23パーセント明るく、ノッチがより小さいのが特徴である。

#### パフォーマンス
チップセットは、HiSilicon社製のHUAWEI Kirin 970を搭載している。CPUはCortex-A73 4コア（2.4GHz）とCortex-A53 4コア（1.8GHz）のオクタコアで、GPUは12コアのMali-G76を積んでいるのに加え、チップセットとしては世界初となるAI演算用のコア（NPU）を搭載した。製造プロセスルールを10nmに微細化したことで、前世代のKirin 960からCPUは20％、GPUは50％以上電力効率が向上した。NPUは、後述するカメラのAI機能やバッテリーの管理を担うほか、使用者の習慣や行動を学習し予測することにより最大60％のパフォーマンス向上が図れる。
RAMは4GB、ROMは128GBを搭載している。ただし、メモリーカードによるストレージの増設は対応していない。

#### カメラ
メインとなるアウトカメラは、前機種（P10）に引き続きライカと共同開発したレンズを採用している。レンズはMate 10 Proと同じ「SUMMILUX-H 1:1.6/27 ASPH.」であり、ライカ社における最上位シリーズ「SUMMILUX」を名乗っている。センサーは、1200万画素のカラーセンサー（f/1.8レンズ）と2000万画素のモノクロセンサー（f/1.6レンズ）の2つで構成され、双方のセンサーで撮影した画像を合成することで広ダイナミックレンジで高精細な撮影を可能とした。また、センサーサイズを1/2.3インチに大型化したことで暗所性能が向上した。
インカメラは、2400万画素センサーとf/2.0レンズの組み合わせである。インカメラに切り替えると自動的にポートレートモードになる仕様だが、他のモードに切り替えることもできる。ポートレートモードでは、背景を自然にぼかす「芸術的ボケ味機能」や艶のある肌に補正する「ビューティー補正機能」のほか、後述するAIにより顔の構造を立体的に認識してスタジオレベルの撮影を可能とする「3Dライティング機能」が装備されている。

#### サウンド
本体下部にあるスピーカーはDolby Atmosに対応している。3.5mmステレオジャックが無い代わりに、USB Type-C接続およびBluetooth接続においてハイレゾ音源の再生が可能である。BluetoothコーデックはaptX/aptX HD/LDACのほか、前述のハイレゾ再生を叶えるHWS（High-Res Wireless Audio）規格に同社のスマホでは初対応した。

#### バッテリー・充電
P10より200ｍAh多い3,400mAhのバッテリーを搭載しており、USB Type-Cコネクタでの充電が行える。テュフラインランド認証を受けた超急速充電「HUAWEI SuperCharge」に対応し、付属のACアダプターとケーブルを用いることで最大19W（5A/4.5Vまたは4.5A/5V）充電が可能である。これは、バッテリーが空の状態から30分間で58％まで充電できる計算となる。

### ソフトウェア・UI
オペレーティングシステム（OS）は、当時最新バージョンのAndroid 8.1が初期搭載されており、同社独自のUIであるEMUI 8.1が含まれている。2020年に配信開始したAndroid 10ベースのEMUI10を最後にアップデートは打ち切られた。